# Endel Puusepp

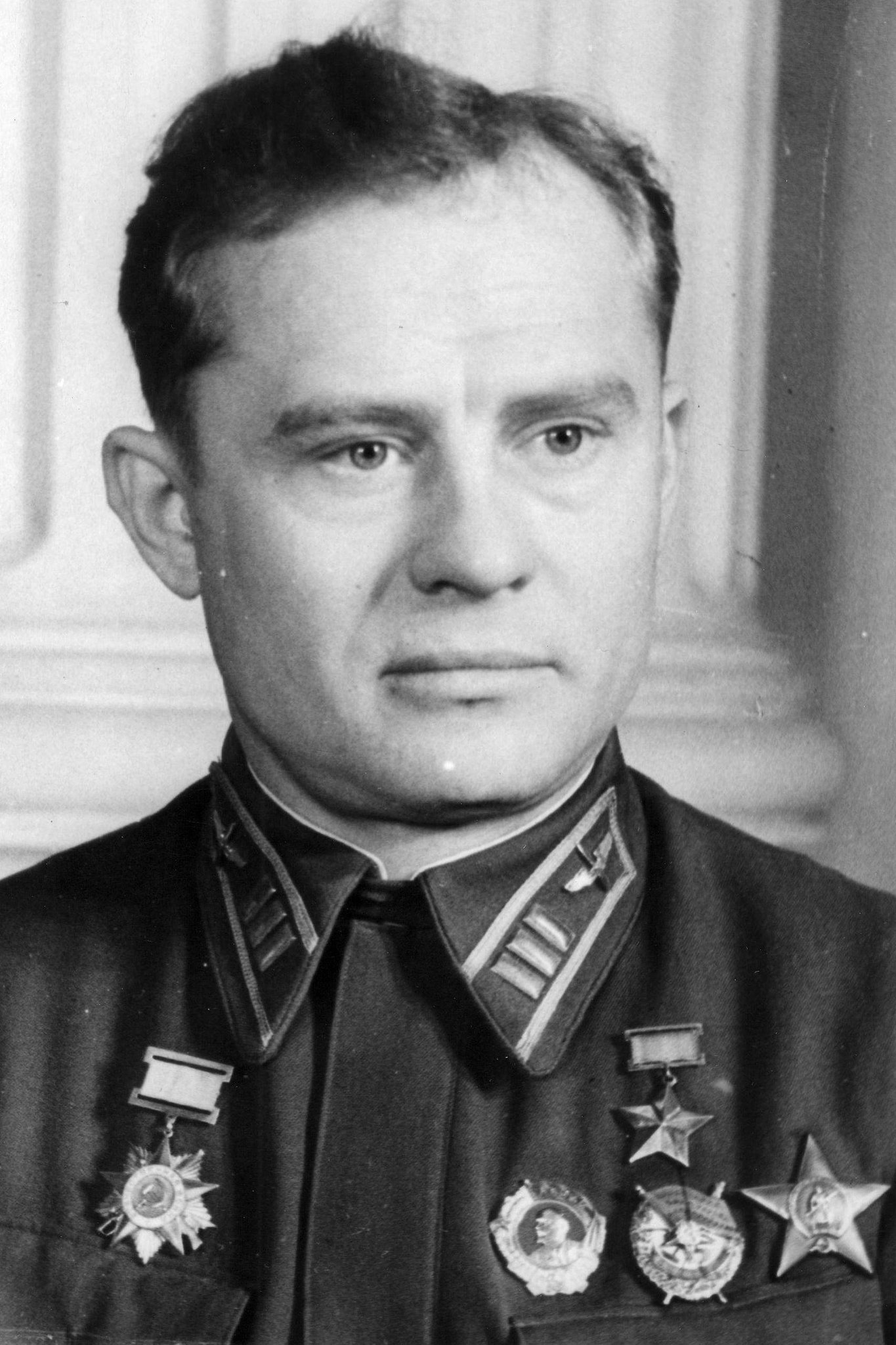
Endel Puusepp (ca. 1942–1943)

Endel Puusepp (russisch Эндель Карлович Пусэп; * 1. Mai 1909 im Schalin-Gebiet bei Krasnojarsk, Gouvernement Jenisseisk, Russland; † 18. Januar 1996 in Tallinn, Estland) war ein sowjetischer Pilot estnischer Abstammung.

## Leben
Puusepp wurde in einem sogenannten „Wjimow-Bauernhof“ in einer estnischen Bauernfamilie geboren. Diese Höfe gehörten estnischen Bauern, die dem Druck der Ausbeutung in der Heimat nicht mehr standhalten konnten und deshalb illegal nach Sibirien umsiedelten. Im Jahre 1927 delegierte ihn das Gebietskomitee der KPdSU zum Studium an das Estnisch-Finnische Institut nach Leningrad (heute Sankt Petersburg). Doch bereits ein Jahr später beabsichtigte Puusepp das Institut zu verlassen, da er auf seine Bitte hin und mit Unterstützung des Komsomol des Stadtbezirks Wassiljewski-Insel Kursant der Leningrader Militärtheoretischen Schule der Luftstreitkräfte werden wollte. Seine Grundausbildung in diesem Bereich absolvierte er auf einer Avro-504K in Wolsk und im Januar 1931 wurde er zum Militärflieger ernannt, nachdem er die Orenburger Militärfliegerschule besucht hatte. Er verblieb danach weitere fünf Jahre an dieser Fliegerschule als Fluglehrer und avancierte zum Oberinstrukteur und Staffelkommandeur.
Im Sommer 1935 wurde er an die Marinefliegerschule in Jeysk versetzt, wo er zum ersten Mal die schweren Bomber TB-1 und TB-3 flog. Seinen Prüfungsflug der Instrumentenflugausbildung, die Puusepp dort erhielt, absolvierte er im Juni 1937 als totalen Blindflug nach Moskau und zurück, mit dem Chefnavigator der Luftstreitkräfte I. T. Spirin als Prüfer an Bord.
Im Jahre 1937 schließlich wurde Puusepp zur sowjetischen Polarluftflotte abkommandiert, wo er bis zum Kriegsausbruch als Teil der Besatzung von M. W. Wodopjanow verblieb.
Bereits am 22. Juni 1941 meldete sich die gesamte Besatzung Wodopjanow, in der Puusepp als Copilot diente, geschlossen zum Kriegsdienst. Er wurde als Hauptmann Kommandant eines schweren Bombers TB-7 (Petljakow Pe-8) im 412. DBAP. In dieser Funktion nahm er in der Nacht vom 10. auf den 11. August 1941 auch an einem der ersten sowjetischen Bombenangriffe auf Berlin teil. Die TB-7 Wodopjanows (Puusepp flog wie bereits in der Polarluftflotte als Copilot mit) musste über Estland zwischen den Frontlinien notlanden und nur durch Puusepps Kenntnisse in der estnischen Sprache konnte ein Hirtenjunge, der auf die verunglückte Besatzung traf, ihr den Weg zur sowjetischen Front weisen. Danach flog er weiter als Kommandant einer TB-7 in der 45. AD der ADD. So flog er den Bomber auch bei einem bemerkenswerten Etappenflug nach Washington, D.C. im Mai 1942, wobei er den sowjetischen Außenminister Molotow zu Verhandlungen brachte. Am 20. Juni 1942 wurde Puusepp der Titel Held der Sowjetunion verliehen. Er verblieb den gesamten Krieg über in der 45. AD als Pe-8-Pilot.
Im Mai 1946 wurde Puusepp im Rang eines Obersts aufgrund einer Rückgrat-Verletzung demobilisiert. Er schaltete sich in den Wiederaufbau des verwüsteten Estlands ein und leitete die Hauptverwaltung Autotransport vier Jahre lang im Ministerrat. 13 Jahre lang war er stellvertretender Vorsitzender des Ministerrates und zehn Jahre fungierte er als Minister für Sozialwesen der Estnischen Sozialistischen Sowjetrepublik.
Nach der Auflösung der Sowjetunion im Jahre 1991 ging es Puusepp und seiner Frau finanziell sehr schlecht. Da das Paar keine estnische Staatsangehörigkeit hatte und dazu noch in der Roten Armee gedient hatte, wurde ihm eine Rentenauszahlung verweigert. Bereits im Winter 1992/1993 hatten sie kein Brennholz zum Heizen und mussten in einer kleinen Holzhütte hausen. Im Januar 1996 schließlich starb Puusepp in der Hauptstadt Tallinn.

## Auszeichnungen
- Held der Sowjetunion (20. Juni 1942)[1]
- Leninorden
- Rotbannerorden
- Suworow-Orden III. Klasse
- Alexander-Newski-Orden
- 2 × Orden des Vaterländischen Krieges I. Klasse
- 3 × Orden des Roten Banners der Arbeit
- Orden der Völkerfreundschaft
- 2 × Orden des Roten Sterns
- Ehrenzeichen der Sowjetunion